# Vladimir Makeev
Vladimir Ivanovič Makeev (in russo Владимир Иванович Макеев?; Kemerovo, 11 settembre 1957) è un allenatore di sci alpino ed ex sciatore alpino russo che gareggiò per la nazionale sovietica.

## Biografia
Discesista puro, Makeev ottenne il primo piazzamento di rilievo in campo internazionale ai Mondiali di Garmisch-Partenkirchen 1978 (9º) e in Coppa del Mondo il 10 dicembre 1978 a Schladming, quando colse il 3º posto dietro a Ken Read e a Dave Murray. Quel podio rimase il suo miglior piazzamento nel massimo circuito internazionale, nel quale in carriera si classificò otto volte nelle prime dieci posizioni. Prese parte ai XIII Giochi olimpici invernali di Lake Placid 1980, validi anche come Mondiali 1980 (22º), ai Mondiali di Schladming 1982 (6º) e ai XIV Giochi olimpici invernali di Sarajevo 1984 (16º). Il suo ultimo piazzamento in carriera fu il 14º posto ottenuto della discesa libera di Coppa del Mondo disputata a Garmisch-Partenkirchen il 26 gennaio 1985.
Dopo il ritiro è stato allenatore nei quadri della Federazione sciistica della Russia, ricoprendo anche l'incarico di responsabile della nazionale russa; tornò brevemente a competere nel 1997 e la sua ultima gara fu il supergigante dei Campionati russi 1997, disputato il 6 aprile a Gudauri e chiuso da Makeev al 12º posto.

## Palmarès

### Coppa del Mondo
- Miglior piazzamento in classifica generale: 41º nel 1979
- 1 podio:
  - 1 terzo posto